# Chelonanthus fistulosus
Chelonanthus fistulosus är en gentianaväxtart som först beskrevs av Jean Louis Marie Poiret, och fick sitt nu gällande namn av Ernest Friedrich Gilg. Chelonanthus fistulosus ingår i släktet Chelonanthus och familjen gentianaväxter. Inga underarter finns listade i Catalogue of Life.